# Coquillettidia ochracea
Coquillettidia ochracea är en tvåvingeart som först beskrevs av Theobald 1903.  Coquillettidia ochracea ingår i släktet Coquillettidia och familjen stickmyggor. Inga underarter finns listade i Catalogue of Life.